# Syndaktyli

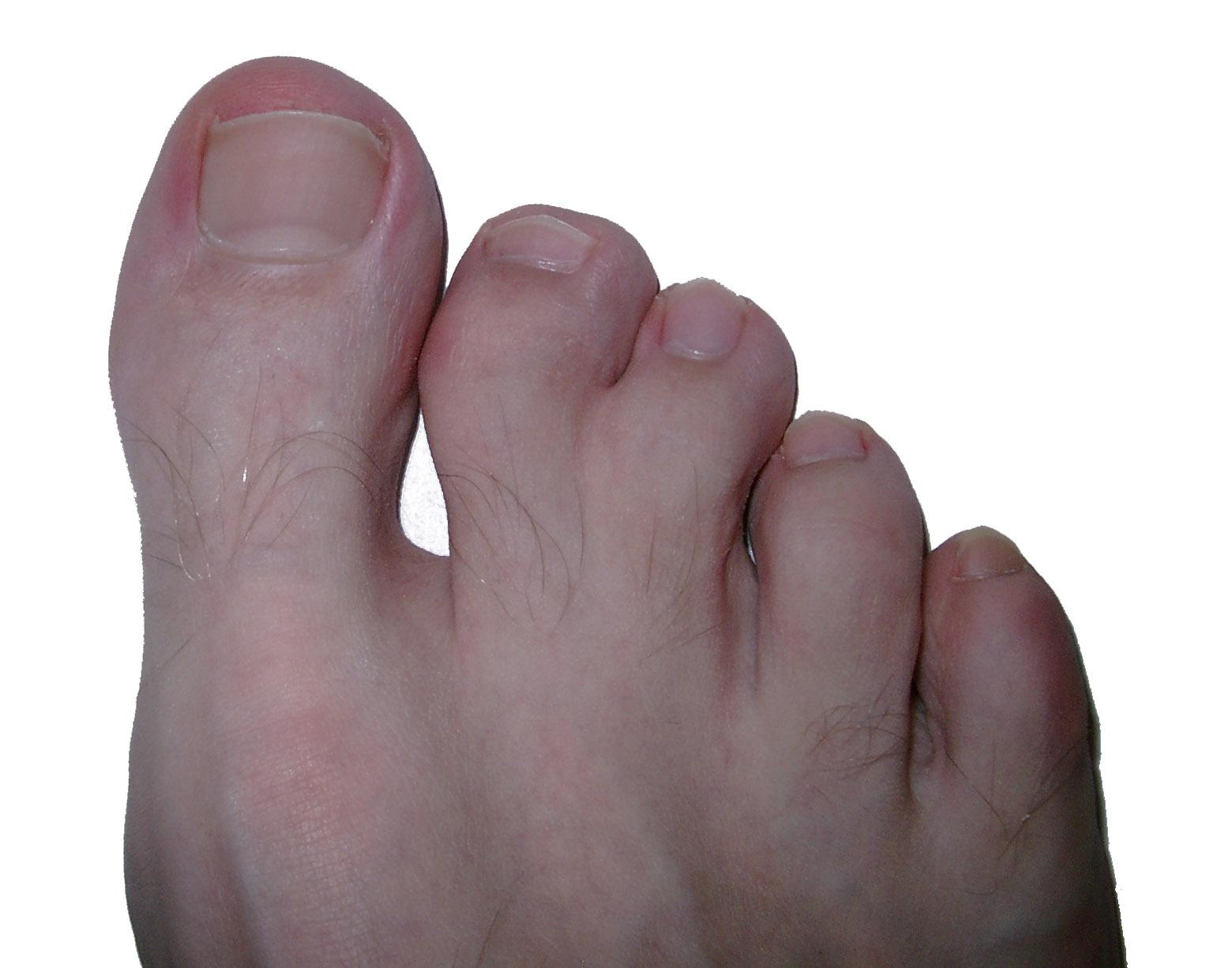
En fot med partiell syndaktyli.

Syndactyli är ett tillstånd som innebär att två eller fler tår eller fingrar sitter ihop. Det förekommer ibland hos däggdjur som siamang och diprotodontia, men är ovanligt hos människor. Begreppet kommer från grekiskans σύν ("tillsammans") och δάκτυλος "finger". Syndaktyli är ett av symtomen vid Aperts syndrom.